# Láng Edit (sakkozó)
Láng Edit (Bilek Istvánné, Krizsán Gyuláné) (Kecskemét, 1938. január 24. –) magyar sakkozó, női nemzetközi mester, sakkolimpiai bronzérmes, magyar bajnok, sakkedző.
Használják még vele kapcsolatban a Krizsán-Bilek Gyuláné, a Bilek Edith és a Krizsán-Bilek Edit neveket is. Első férje Bilek István sakknagymester, második férje dr. Krizsán Gyula.

## Élete és sakkpályafutása
Már 8 éves korában Gyulán sakk klubban játszott. 1952-ben került fel Budapestre a Vasútépítő Törekvés klubba. Budapesten az orosz tannyelvű Gorkij iskolába járt, az itt szerzett orosz nyelvtudását később jól kamatoztatta a kor legnevesebb orosz sakkozóival való megismerkedése során, valamint munkájában is.
17 évesen a magyar női sakkbajnokság döntőjében bronzérmet szerzett, majd 20 évesen, 1958-ban magyar bajnok lett. A bajnoki címe mellett egy alkalommal ezüst-, négy alkalommal bronzérmes helyen végzett a magyar bajnokságokon.
27-szer volt a magyar válogatott tagja. Az 1972-es sakkolimpia után az Utasellátó Vállalat sportköréhez került. Később a turizmusban dolgozott 25 éven át, egészen nyugdíjazásáig.
Az aktív versenyzést követően, gyerekeket tanított sakkozni. A legkisebbekkel is meg tudja szerettetni a játékot, legfiatalabb tanítványa 3,5 éves volt.
A női nemzetközi mesteri címet 1965-ben szerezte meg. 2012 júliusa óta nem játszott a Nemzetközi Sakkszövetség (FIDE) által figyelembe vett játszmát. Utolsó Élő-pontszáma azóta 2036. Legmagasabb Élő-pontszámát 1976 januárjában érte el, amely ekkor 2165 volt, ezzel a női világranglista 56. helyén állt.
A Sakk-kultúráért Alapítvány tiszteletbeli elnöke.
Edzőként oktatott a Csonkics Tünde által létrehozott Sakkakadémián.

## Szereplései amagyar bajnokságokon
- 1955: 3. helyezés[9]
- 1956: 6. helyezés
- 1957: 5. helyezés
- 1958: 1. helyezés, magyar női bajnok[10]
- 1959: 3. helyezés
- 1960: 8. helyezés
- 1961: 2. helyezés[11]
- 1963: 7. helyezés
- 1965: 3. helyezés
- 1966: 3. helyezés

## Részvételei a sakkolimpiákon
Három sakkolimpián vett részt a magyar válogatott tagjaként, 1963-ban Splitben a csapat 6. helyezést ért el, 1966-ban az NDK-beli Oberhausenben a csapat 7. lett, ő az egyéni eredményeket tekintve a 2. táblán ezüstérmet szerzett. 1972-ben Szkopjéban a csapat bronzérmes lett.
A magyar válogatott tagja volt 1980-1986 között a 2. Női Levelezési Sakkolimpián.

## Díjai, elismerései
- A Magyar Népköztársaság Érdemes Sportolója (1968)[15]
- Magyar Népköztársaság Sportérdemérem bronz fokozata (1972) a szkopjei sakkolimpián szerzett bronzéremért[16]
- A Magyar Érdemrend lovagkeresztje (2022)